# Barrage du Mont-Cenis
Le barrage du Mont-Cenis est un barrage hydroélectrique situé au col du Mont-Cenis, en Savoie.

## Géographie
Le lac du Mont-Cenis est un lac artificiel situé à proximité du col du Mont-Cenis, près de la frontière entre la France et l'Italie. Le barrage de Mont-Cenis est localisé sur le territoire de Lanslebourg-Mont-Cenis dans la commune de Val-Cenis. C'est un barrage zoné (avec un noyau central 
étanche réalisé en terre argileuse 
et encadré par des remblais plus 
perméables en enrochement) comme celui de Grand’Maison.

## Histoire
Pour son inauguration en 1970, le ministre de l’industrie François-Xavier Ortoli et son homologue italien, étaient venus saluer le démarrage des deux premières usines constitutives de la centrale franco-italienne.

## Économie et social
L’édifice appartient désormais au Groupe d’exploitation hydraulique de la vallée de la Maurienne. Il emploie 140 agents afin de générer une production annuelle de 905 GWh, soit 27 fois la consommation d’une ville comme Chambéry.
Avec une capacité de 315 millions de mètres cubes, le barrage est classé à la 6e place en termes de réserve d’eau artificielle après Petit-Saut (Guyane), Serre-Ponçon, Sainte-Croix, Vouglans et Bort.